# Magnus Kihlstedt
Magnus Kihlstedt, född 29 februari 1972 i Munkedal, är en svensk före detta fotbollsmålvakt. Han var uttagen i det svenska landslagets mästerskapstrupper till EM 2000, VM 2002 och EM 2004.

## Klubbkarriär

### Oddevold
Kihlstedt debuterade för IK Oddevold i Division 1 Västra 1991 och tog året därpå över som lagets förstemålvakt. Han var med då laget 1995 vann Division 1 Södra och för första och hittills enda gången kvalificerade sig för Allsvenskan. Efter att ha vaktat målet för Oddevold under den allsvenska säsongen 1996 lämnade han klubben för att bli proffs i norska Lillestrøm.

### Lillestrøm
När Kihlstedt kom till Norge och Tippeligaen valde han att spela med tröja nummer 2, som en hyllning till landsmannen Dennis Schiller som burit tröjnumret under sina tio säsonger i Lillestrøm. Kihlstedt medverkade i samtliga ligamatcher under sina två säsonger 1997 och 1998 och vaktade även målet när klubben kvalade till Uefacupen. Man åkte dock ut redan i första omgången mot nederländska Twente.

### Brann
I november 1998 bytte Kihlstedt klubb till Brann. Han blev genast klubbens förstaval och debuterade i april 1999 mot sitt nyligen lämnade Lillestrøm, i en match där han blev utvisad. Under hösten 2000 drabbades Kihlstedt av skadeproblem och missade säsongsavslutningen. Skadeproblemen fortsatte säsongen därpå då han fick bytas ut i en cupmatch. När han återhämtat sig hade Ivar Rønningen tagit över som förstemålvakt och Kihlstedt fick inte spela med A-laget längre.

### FC Köpenhamn
I juli 2001, ett halvår innan kontraktet med Brann skulle gå ut, blev Kihlstedt presenterad som ny spelare i FC Köpenhamn. Tiden i klubben kantades av skadeproblem och operationer. Sammanlagt medverkade Kihlstedt i 69 ligamatcher för FC Köpenhamn. Sin sista match spelade han i november 2004.

## Landslagskarriär
Kihlstedt debuterade för Sverige i en match mot USA 1998. Under flera år agerade han landslagsreserv till Magnus Hedman. Kihlstedt var med i trupperna till EM 2000 och 2004 samt VM 2002, dock utan att få spela. Hans sista landskamp var mot England i maj 2004. Han medverkade i tretton landskamper, samtliga träningsmatcher.

## Meriter
- Landslagsspelare
- Dansk ligamästare
- Dansk cupmästare